# Diocese de Dharmapuri
A Diocese de Dharmapuri (Latim: Dioecesis Dharmapuriensis) é uma diocese localizada no município de Dharmapuri, no estado de Tâmil Nadu, pertencente a Arquidiocese de Pondicherry e Cuddalore na Índia. Foi fundada em 24 de janeiro de 1997 pelo Papa João Paulo II. Com uma população católica de 57.648 habitantes, sendo 1,7% da população total, possui 47 paróquias com dados de 2020.

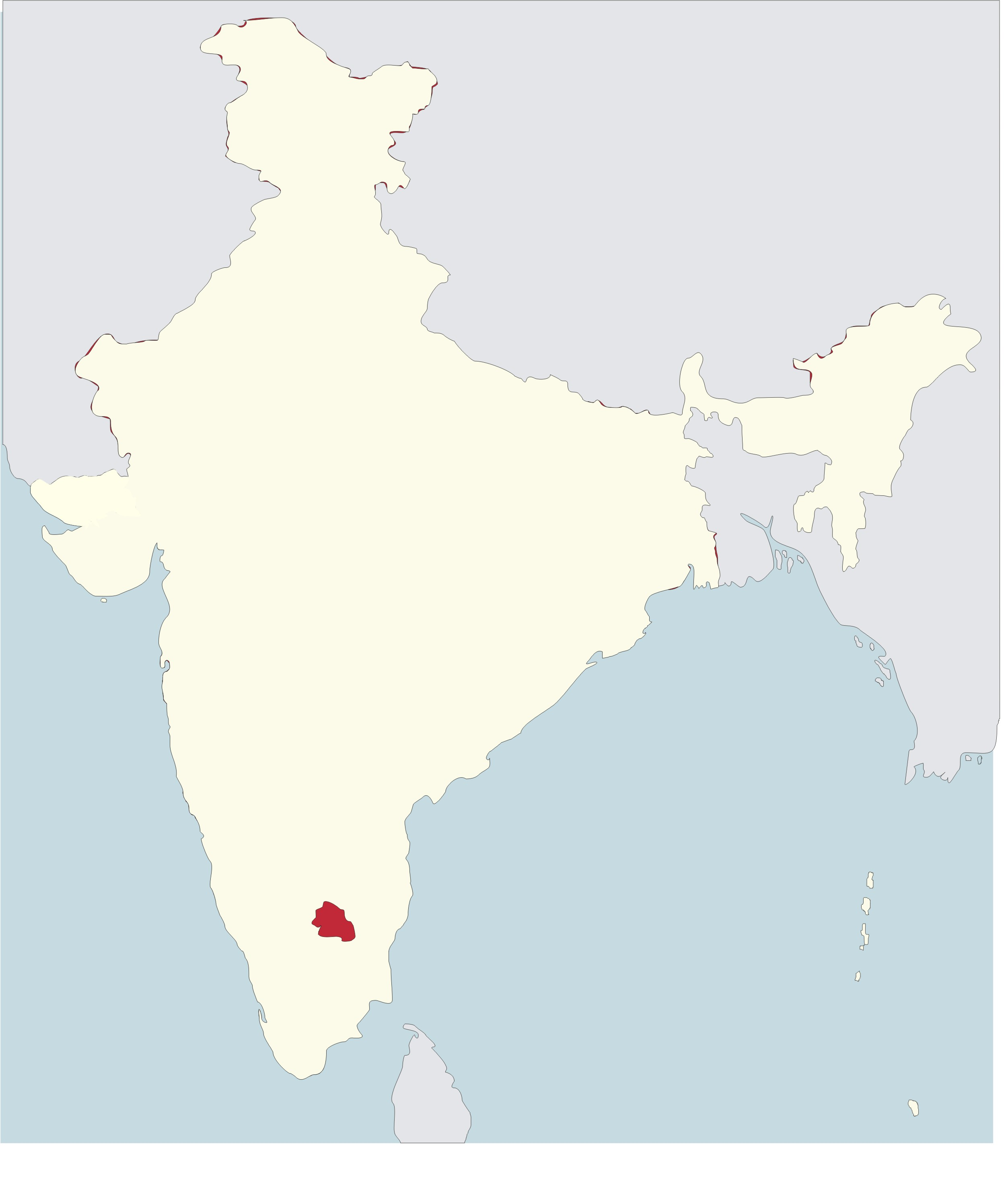
Localização da diocese no mapa

## História
Em 24 de janeiro de 1997 o Papa João Paulo II cria a Diocese de Dharmapuri através dos territórios da Diocese de Salem.

## Lista de bispos
A seguir uma lista de bispos desde a criação da diocese em 1997.
|        | Nome                              | Período      | Notas  |
| Bispos | Bispos                            | Bispos       | Bispos |
| ------ | --------------------------------- | ------------ | ------ |
| 2º     | Lawrence Pius Dorairaj            | 2012 - atual |        |
| 1º     | Joseph Anthony Irudayaraj, S.D.B. | 1997 - 2012  |        |